# 塞缪尔·罗森·加德纳
塞缪尔·罗森·加德纳（英語：Samuel Rawson Gardiner；汉名为伽地纳；1829年3月4日—1902年2月24日）是一位英国历史学家，他研究的范围主要为十七世纪英格兰历史。主要著有《三十年战争史》、《从詹姆斯一世到内战史》、《学生用英格兰史》、《奥利弗·克伦威尔传》等。